# Морсильо, Диего
Диего Морсильо Рубио де Ауньон (исп. Diego Morcillo Rubio de Auñón; 3 января 1642, Вильярробледо, Испания — 12 марта 1730, Лима, Перу) — испанский католический священнослужитель, архиепископ. Дважды находился на посту вице-короля Перу, с 15 августа по 5 октября 1716, и с 26 января 1720 по 14 мая 1724.
В раннем возрасте Диего Морсильо присоединился к ордену тринитариев в городе Толедо. В дальнейшем он изучал и преподавал философию и теологию в университете Алькала. Слухи о его успехах и способностях дошли до короля Карлоса II и он назначил Морсильо проповедником в королевской палате и заседателем в Верховный Совет Инквизиции, а также консультантом по теологии у папского нунция.
Его карьера неуклонно росла в церковной и политической жизни Испании и вскоре ему было доверено важное назначение в Испанскую Америку. 21 ноября 1701 года он был назначен епископом города Леон (Никарагуа), 14 мая 1708 года епископом города Ла-Пас (Боливия). 21 марта 1714 года он был повышен до архиепископа Ла-Платы.
12 мая 1723 года он был назначен архиепископом Лимы, что явилось вершиной его церковной карьеры.
В 1716 году во время его архиепископства в Ла-Плате (современный Сукре) король Филипп V назначил его временно исполнять обязанности вице-короля Перу, Диего Морсильо пришёл на смену президенту аудиенции Матео де ла Мата Понсе де Леон и оставался на должности до прибытия Кармине Никалао Караккиоло. После чего Диего Морсильо вновь занял пост архиепископа Ла-Платы.

## Вице-король

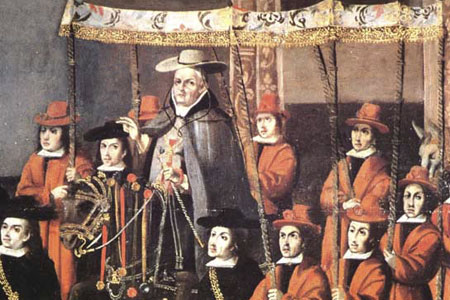
Вице-король Диего Морсильо Рубио де Ауньон.

После смерти Кармине Никалао Караккиоло Диего Морсильо вновь занял пост вице-короля Перу, на этот раз уже на постоянной основе. Через три года в Лиме скончался архиепископ Лимы Антонио де Сулоага и Морсильо стал совмещать пост архиепископа и вице-короля.
Биографы Диего Морсильо придают особое значение его таланту администратора, отмечая различные успехи на поприще руководства колонией. В его правление был зарегистрирован значительный рост доходов в колонии. В 1722 году в Кадис успешно прибыл снаряжённый Морсильо корабль с большим грузом серебра и других ценностей.
К числу его заслуг относят также успешную борьбу с английскими пиратами, в частности с Джоном Клиппертоном.
Заслугой Морсильо в церковном служении считается тот факт, что именно при его пребывании на Лимской кафедре Папа Бенедикт XIII причислил к лику святых Торибио де Могровехо и Франсиско Солано — одних из самых почитаемых сейчас святых в Перу. Он также жертвовал на городские нужды значительные суммы из своего дохода.
В 1724 году он оставил свой пост вице-короля, с этого момента он посвятил себя исключительно церковному служению. В 1730 году Диего Морсильо скончался в Лиме в возрасте в возрасте 88 лет. Его останки покоятся в крипте кафедрального собора города Лима.